# Joan Casanelles i Ibars
Joan Casanelles i Ibars (Barcelona, 25 de juny de 1904 - 14 de juliol de 1986) fou un polític i advocat català.

## Biografia
El seu pare Jaume Casanelles i Feixes (+ 1928) era natural de Lleida, la seva mare Teresa Ibarz i Marco. Es llicencià en dret per la Universitat de Barcelona. Durant la Dictadura de Primo de Rivera marxà a París per ampliar estudis a la Sorbonne, on va editar setmanari El Fuet i contactà amb exiliats catalans i espanyols (Francesc Macià, Jaume Miravitlles, Miguel de Unamuno). Quan el 1931 es proclamà la Segona República Espanyola va tornar i ingressà a Esquerra Republicana de Catalunya, partit pel qual fou escollit tinent d'alcalde a l'ajuntament de Barcelona, i diputat a les eleccions al Parlament de Catalunya de 1932. El 1934 va fundar i finançar el diari L'Opinió i formà part del grup d'escindit al Partit Nacionalista Republicà d'Esquerra. del que en fou dirigent. Fou empresonat després dels fets del sis d'octubre.
A les eleccions generals espanyoles de 1936 fou elegit diputat pel Front d'Esquerres. Quan Joan Lluhí i Vallescà fou nomenat ministre de treball el nomenà sotssecretari. El 18 de juliol fou detingut a Calataiud quan anava en tren a Madrid amb Arturo Menéndez, ex cap de la direcció general de l'estat. Ambdós foren duts a Saragossa i després a Pamplona, on foren condemnats a mort per les autoritats franquistes. Menéndez fou afusellat, però Casanellas, després de vuit mesos d'empresonament, fou bescanviat per Josep Maria Milà i Camps, primer comte de Montseny.
En acabar la guerra civil espanyola marxà a França i després a Mèxic, on dirigí el Banc de la Propietat i una empresa industrial, i el novembre de 1970 fou president de les corts de la República a l'exili fins que va retornar el 1976. Tornà a militar a ERC, a les eleccions generals espanyoles de 1979 fou escollit senador per una coalició PSC-ERC. El 1978 presidí la comissió de traspassos de serveis entre les diputacions i la Generalitat de Catalunya. El 1982 deixà ERC i a les eleccions al Parlament de Catalunya de 1984 fou elegit diputat com a independent elegit dins les llistes del PSC-PSOE. Fou membre de l'Ateneu Barcelonès.